# Мордовичи
Мо́рдовичи — деревня в Великолукском районе Псковской области России. Входит в состав Переслегинской волости.

## География
Расположена в центре района, на юго-западной окраине райцентра города Великие Луки.

## Население
| 2001 | 2010 |
| ---- | ---- |
| 40   | ↗50  |

Численность населения деревни по состоянию на начало 2001 года составила 40 жителей.